# Veselin Petrović
Veselin Petrovic, en serbio: Веселин Петровић, es un exjugador de baloncesto serbio nacido el 1 de julio de 1977, en Sarajevo, RFS Yugoslavia. Con 1.95 de estatura, jugaba en la posición de alero. Sus últimas 9 temporadas jugó en el BC Oostende belga.

## Equipos
- 1993-1995  Vojvodina Novi Sad
- 1995-1999 FMP Železnik
- 1999-2002 Partizan de Belgrado
- 2002-2003 FMP Železnik
- 2003-2004 Budućnost Podgorica
- 2004-2005  Verviers-Pepinster
- 2005-2014 BC Oostende